# Lijst van voetbalinterlands China - Engeland (vrouwen)
Deze lijst van voetbalinterlands is een overzicht van alle officiële voetbalinterlands tussen de nationale vrouwenteams van China en Engeland. De landen hebben tot nu toe zeven keer tegen elkaar gespeeld.

## Wedstrijden
| № | Plaats     | Datum            | Competitie                                    | Wedstrijd        | Uitslag            |
| - | ---------- | ---------------- | --------------------------------------------- | ---------------- | ------------------ |
| 1 | Varna      | 3 april 1991     | Grand Hotel Varna Tournament 1991             | Engeland − China | ? − ?              |
| 2 | Guia       | 15 maart 2005    | Algarve Cup 2005                              | China − Engeland | 0 − 0 (n.p. 5 - 3) |
| 3 | Guangzhou  | 26 januari 2007  | Four Nations Women's Football Tournament 2007 | China − Engeland | 2 − 0              |
| 4 | Macau      | 26 augustus 2007 | Vriendschappelijk                             | China − Engeland | 1 − 0              |
| 5 | Manchester | 9 april 2015     | Vriendschappelijk                             | Engeland − China | 2 − 1              |
| 6 | Chongqing  | 23 oktober 2015  | Vriendschappelijk                             | China − Engeland | 2 − 1              |
| 7 | Adelaide   | 1 augustus 2023  | WK 2023                                       | China − Engeland | 1 − 6              |

## Samenvatting
| Competitie                               | Totaal gespeeld | Winst China | Gelijk | Winst Engeland | Doelsaldo China – Engeland |
| ---------------------------------------- | --------------- | ----------- | ------ | -------------- | -------------------------- |
| WK-eindronde                             | 1               | 0           | 0      | 1              | 1 − 6                      |
| Algarve Cup                              | 1               | 0           | 1      | 0              | 0 − 0                      |
| Four Nations Women's Football Tournament | 1               | 1           | 0      | 0              | 2 − 0                      |
| Grand Hotel Varna Tournament             | 1               | 0           | 1      | 0              | 0 − 0                      |
| Vriendschappelijk                        | 3               | 2           | 0      | 1              | 4 − 3                      |
| Totaal                                   | 7               | 3           | 2      | 2              | 7 − 9                      |